# 大鼩鼱
大鼩鼱（学名：Sorex mirabilis）为鼩鼱科鼩鼱属的动物。在中国大陆，分布于黑龙江、吉林等地。该物种的模式产地在西伯利亚东部乌苏里地区。